# Сверкова, Татьяна Николаевна
Татьяна Николаевна Сверкова (1926 — 2000) — советский передовик производства в сельском хозяйстве. Герой Социалистического Труда (1950).

## Биография
Родилась в Смоленском уезде Смоленской губернии в крестьянской семье.
С 1941 года во время начала Великой Отечественной войны её семья была эвакуирована в Сибирь. С 1942 года работала звеньевой в совхозе «Анжерский» Анжеро-Судженского района Новосибирской области, с 1946 года была назначена  бригадиром.
С 1947 по 1948 годы работала на угольной шахте в городе Анжеро-Судженск, затем вернулась в совхоз  «Анжерский» — звеньевым и бригадиром картофелеводческой бригады. В 1949 году звено Т. Н. Сверковой получило урожай картофеля в 503,3 центнеров с гектара на площади 3,04 гектара.
3 июля 1950 года Указом Президиума Верховного Совета СССР «за получение высоких урожаев картофеля при выполнении совхозом плана сдачи государству сельскохозяйственных продуктов в 1949 году и обеспеченности семенами всех культур в размере полной потребности для весеннего сева 1950 года» Татьяна Николаевна Сверкова была удостоена звания Героя Социалистического Труда с вручением Ордена Ленина и золотой медали «Серп и Молот».
В 1968 году переехала в село Турунтаево Томского района Томской области, где работала дояркой и телятницей в совхозе «Победа».
Помимо основной деятельности Т. Н. Сверкова была депутатом Кемеровского областного Совета депутатов трудящихся 9-го созыва и депутатом Турунтаевского сельского Совета депутатов трудящихся Томского района.
С 1980 года — на пенсии. Скончалась 7 апреля 2000 года.

## Награды
- Медаль «Серп и Молот» (3.07.1950)
- Орден Ленина (3.07.1950)
- Медаль «За доблестный труд в Великой Отечественной войне 1941—1945 гг.»